# موریس باناخ
موریس باناخ (انگلیسی: Maurice Banach; ۹ اکتبر ۱۹۶۷ – ۱۷ نوامبر ۱۹۹۱) بازیکن فوتبال اهل آلمان بود.
از باشگاه‌هایی که در آن بازی کرده‌است می‌توان به باشگاه فوتبال کلن و باشگاه فوتبال بروسیا دورتموند اشاره کرد.
وی همچنین در تیم ملی فوتبال زیر ۲۱ سال آلمان بازی کرده‌است.